# Vitgylling

Vitgylling (Virginskt rosenäpple) (litografi av målning av Henriette Sjöberg (1842–1915)).

Vitgylling är en äppelsort som är en av de äldsta av äppelsorterna i Europa. Synonymt namn Virginskt Rosenäpple. Skalet på detta äpple är aningen fett, och köttet är mört och litet syrligt. Vitgylling mognar i september och håller sig därefter i gott skick, endast under en kortare period. Äpplet passar både i köket, såsom ätäpple. Äpplen som pollineras av Vitgylling är Gyllenkroks astrakan, Maglemer, Oranie, Stenbock, Sävstaholm och Transparente blanche. I Sverige odlas Vitgylling gynnsammast i zon 1-4.